# The Hands That Built America
The Hands That Built America to piosenka rockowej grupy U2, wydana na soundtracku filmu Gangi Nowego Jorku. Była jednym z dwóch nowych utworów zespołu, które znalazły się na kompilacyjnym albumie The Best of 1990-2000; drugim był "Electrical Storm". Piosenka otrzymała nominację do Oscara w kategorii Oscar za najlepszą piosenkę oryginalną, jednak przegrała z utworem rapera Eminema, "Lose Yourself". Otrzymała natomiast nagrodę Złotego Globu, za najlepszą piosenkę filmową.

## Kompozycja
"The Hands That Built America" w całości opowiada o Nowym Jorku. Pierwsza część piosenki nawiązuje do wielkiej klęski głodu w Irlandii, która przyczyniła się do emigracji setek tysięcy Irlandczyków do Stanów Zjednoczonych. Druga i trzecia część opowiada o tzw. "amerykańskim śnie" (American Dream) i mówi o tym, iż ciężka praca się opłaca, przynosząc duże zyski. Finałowe wersy utworu odnoszą się natomiast do tragicznych ataków terrorystycznych, które miały miejsce 11 września 2001 roku.

## Wideoklip
Do utworu zostały nakręcone dwa teledyski.
Pierwszy był kombinacją pomieszanych fragmentów filmu Gangi Nowego Jorku z ujęciami przedstawiającymi zespół wykonujący piosenkę na czarno-białym tle. To wideo było stworzone do wersji utworu, który można znaleźć na The Best of 1990-2000.
Druga wersja teledysku składała się tylko i wyłącznie z widea przedstawiającego zespół wykonujący piosenkę na czarno-białym tle. Ten wideoklip był stworzony do akustycznej wersji utworu.